# Раздольський Олексій Іванович
Олексій Іванович Раздольський (1877—1942) — астроном, професор Харківського університету, співробітник Харківської астрономічної обсерваторії. Спеціаліст з небесної механіки, який особливо відзначився дослідженнями динаміки астероїдів з урахуванням збурень від планет. Загинув від голоду і хвороби під час німецької окупації Харкова.

## Біографія
Олексій Раздольський народився в Харкові 13 березня 1877 року. 1897 року закінчив Третю харківську чоловічу гімназію і поступив до фізико-математичного факультету Харківського університету. На один рік він був виключений з університету за «студентські заворушення» 1899 року, а 1903 року закінчив університет з дипломом першого ступеню.
В 1904—1920 роках Раздольський викладав математику та фізику в Четвертій харківський чоловічій гімназії. В жовтні 1923 року почав працювати обчислювачем у Харківській астрономічній обсерваторії.
1934 року Раздольський почав викладати в Харківському університеті небесну механіку, і того ж року за поданням університету був затверджений у званні професора. За кілька років без захисту дисертації йому було присвоєно вчений ступінь доктора фізико-математичних наук.
1941 року, під час відступу радянських військ від Харкова, частина харківських астрономів виїхала з міста, але 64-річний Раздольський, який не мав родини, залишився в окупації разом з обсерваторією та її інструментами. Зима 1941—1942 років в Харкові була суворою, в місті розпочався голод. Раздольський помер у своїй кімнаті від хвороби та голоду.

## Памʼять

Меморіальна дошка на Пам'ятнику загиблим астрономам

- 2011 року імʼя Раздольський було вписано на меморіальну дошку на Пам'ятнику загиблим астрономам